# پراتاما آرهان
پراتاما آرهان (انگلیسی: Pratama Arhan؛ زادهٔ ۲۱ دسامبر ۲۰۰۱) بازیکن فوتبال است.
وی همچنین در تیم‌های ملی فوتبال زیر ۲۳ سال اندونزی و اندونزی بازی کرده‌است.